# Arbeiter-Turn- und Sportbund
 (novembre 2021).
Si vous disposez d'ouvrages ou d'articles de référence ou si vous connaissez des sites web de qualité traitant du thème abordé ici, merci de compléter l'article en donnant les références utiles à sa vérifiabilité et en les liant à la section « Notes et références ».
L’Arbeiter-Turn-und Sportbund (ATSB) (littéralement: la Fédération de Gymnastique et de Sport des Ouvriers) est une fédération travailliste allemande dédiée aux sports et à la gymnastique. Elle est active de 1893 à 1933.
Politiquement, cet organisme est fortement ancré à gauche et développe les vues de la lutte des classes et du nationalisme.

## Histoire
À la fin du XIXe siècle, le sport allemand se développe essentiellement autour de la gymnastique, et est fortement influencé par le nationalisme.
À cette époque – alors que l’Allemagne devient un Empire sous l’impulsion de Bismarck – les ouvriers et les personnes des classes sociales les plus basses n’ont pas le droit d’entrer dans beaucoup de clubs de sport, qui sont réservés à l’aristocratie et à la haute bourgeoisie.
En réponse à cet état de fait, de nombreux clubs ouvriers voient le jour. Avec le temps, ils se regroupent en fédérations d’obédience communiste ou socialiste. C'est ainsi que la Arbeiter Turnerbund (ATB) – littéralement Fédération ouvrière de gymnastique -  est fondée en 1883 à Gera. En juin 1919, à la suite de la Première Guerre mondiale, l’ATB est rebaptisée Arbeiter-Turn- und Sportbund (ATSB) afin de mieux refléter l’essor des sports tel que l’athlétisme, le handball et surtout le football.
On estime à  770 000 le nombre des membres affiliés à la fin des années 1920 à l’ATSB, dans plus 8 000 équipes de football à travers toute l’Allemagne.  Entre 1920 et 1932, l’ATSB organise son propre championnat national, indépendamment de la Fédération allemande de football. L’ATSB organise aussi le un grand Festival de gymnastique. La fédération accueille plusieurs manifestations sportives ouvrières internationales dont les Arbeiterolympiade (Olympiades ouvrières).
En 1930, l’ATSB compte plus d’1 200 000 affiliés. Cependant, elle se scinde en deux fédérations: l’ATSB et une fédération d’obédience communiste, la Kampfgemeinschaft für Rote Sporteinheit (abrégée KG et familièrement appelée Rotsport, sport rouge).

## Interdiction - Disparition
Dès leur arrivée au pouvoir en mars 1933, Adolf Hitler et son NSDAP proclament l’interdiction et la dissolution de toutes les fédérations de gauche. Le Rotsport (communiste) est interdit dès le mois de février puis en mai c'est le tour de l’ATSB. Les clubs sont dissous séance tenante ou forcés de rejoindre des fédérations au goût des autorites. Peu après les organisations de gauche, les Nazis interdisent les fédérations d’autres obédiences, comme la Deutsche Jungend Kraft (catholique). Le sport allemand est alors contrôlé et géré par le Ministère nazi des Sports.